# Simulationsspil
Simulationsspil er normalt computerspil som forsøger at gengive et-eller-andet så realistisk som muligt på din computer. Denne spilgenre strækker sig tilbage til først i 1980'erne, hvor der udkom flysimulator-programmer til hjemmecomputere som Commodore 64 og Apple II. Nogle produkter er blevet så succesfulde, at de er blevet anvendt til decideret undervisning, herunder bl.a. SimCity og Microsoft Flight Simulator.
I "rendyrkede" simulatorspil er hovedvægten lagt på realisme, frem for på en historie eller et "plot" i spillet: Simulationen skaber blot en virtuel verden som brugeren kan "boltre" sig i, som han eller hun har lyst til.

## Transportsimulatorer
- FlightGear er et flyvemaskinesimulationsspil med flyvemaskiner, lufthavne og byer fra virkeligheden.
- Microsoft Flight Simulator er et flysimulationsspil, med fly, lufthavne og byer fra virkeligheden.
- Microsoft Train Simulator er et togsimulationsspil med jernbaner og tog fra virkeligheden.
- Rail Simulator er et togsimulatorspil udgivet i 2007 af Kuju og EA Games. Mere realistisk end ældre togsimulatorer.
- Bus Driver er et Bussimulator spil hvor man kan køre forskellige ruter i en amerikansk storby.
- Bus Simulator 2008 er en bussimmulator som foregår i en by i Tyskland.
- Euro Truck Simulator 2 er en lastsimmulator som foregår i Europa.

## Andre
- Farming Simulator er en serie af landbrugssimulationsspil som foregår på en lille ø med en lille by, omgivet af land.
- Goat Simulator er et tredje-persons perspektivs-simulationsspil, hvor man styrer en ged.

| computerspil | Spire Denne computerspilsrelaterede artikel er en spire som bør udbygges. Du er velkommen til at hjælpe Wikipedia ved at udvide den. |